# La Pellerine (Mayenne)
La Pellerine is een gemeente in het Franse departement Mayenne (regio Pays de la Loire) en telt 308 inwoners (2004). De plaats maakt deel uit van het arrondissement Mayenne.

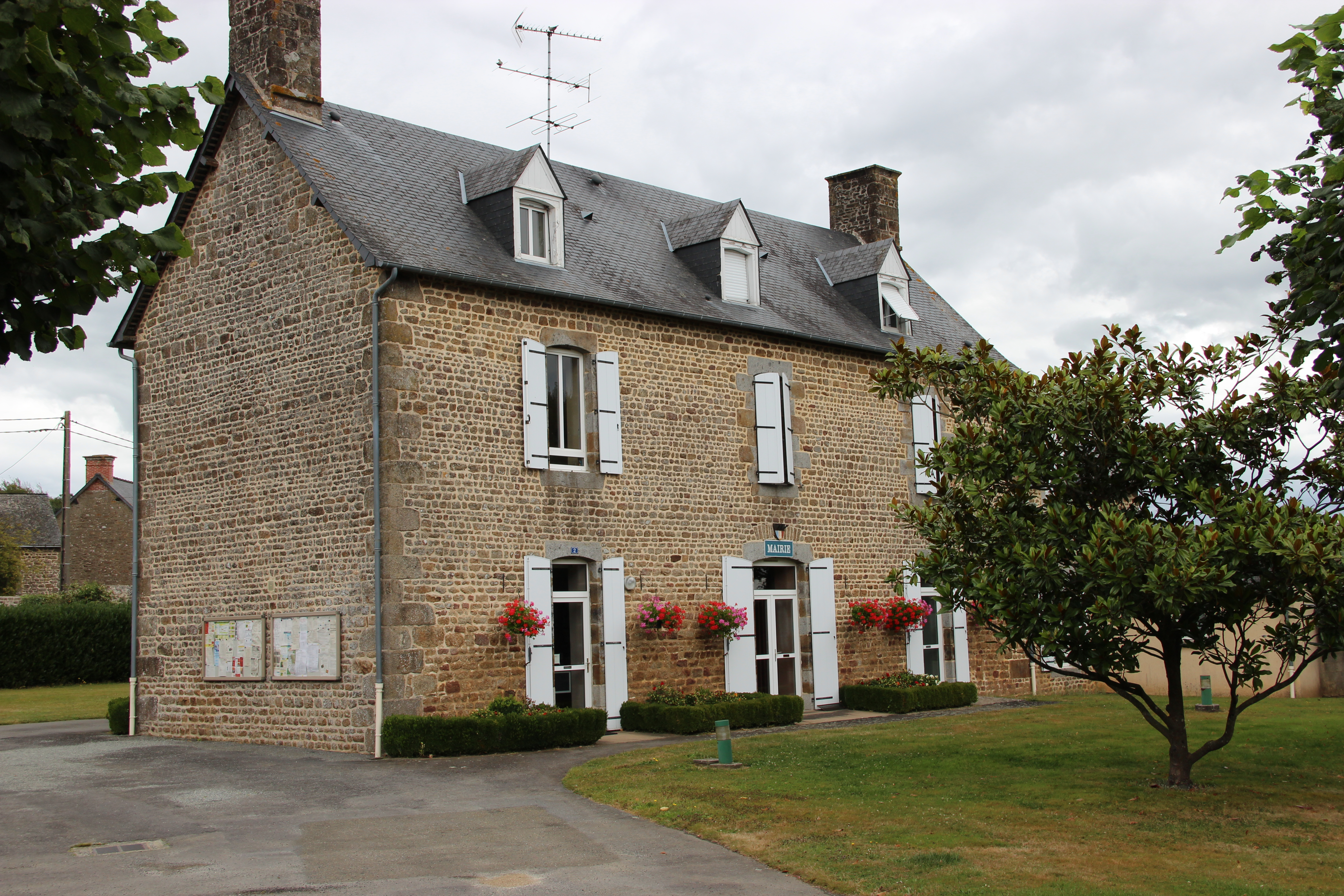
Gemeentehuis
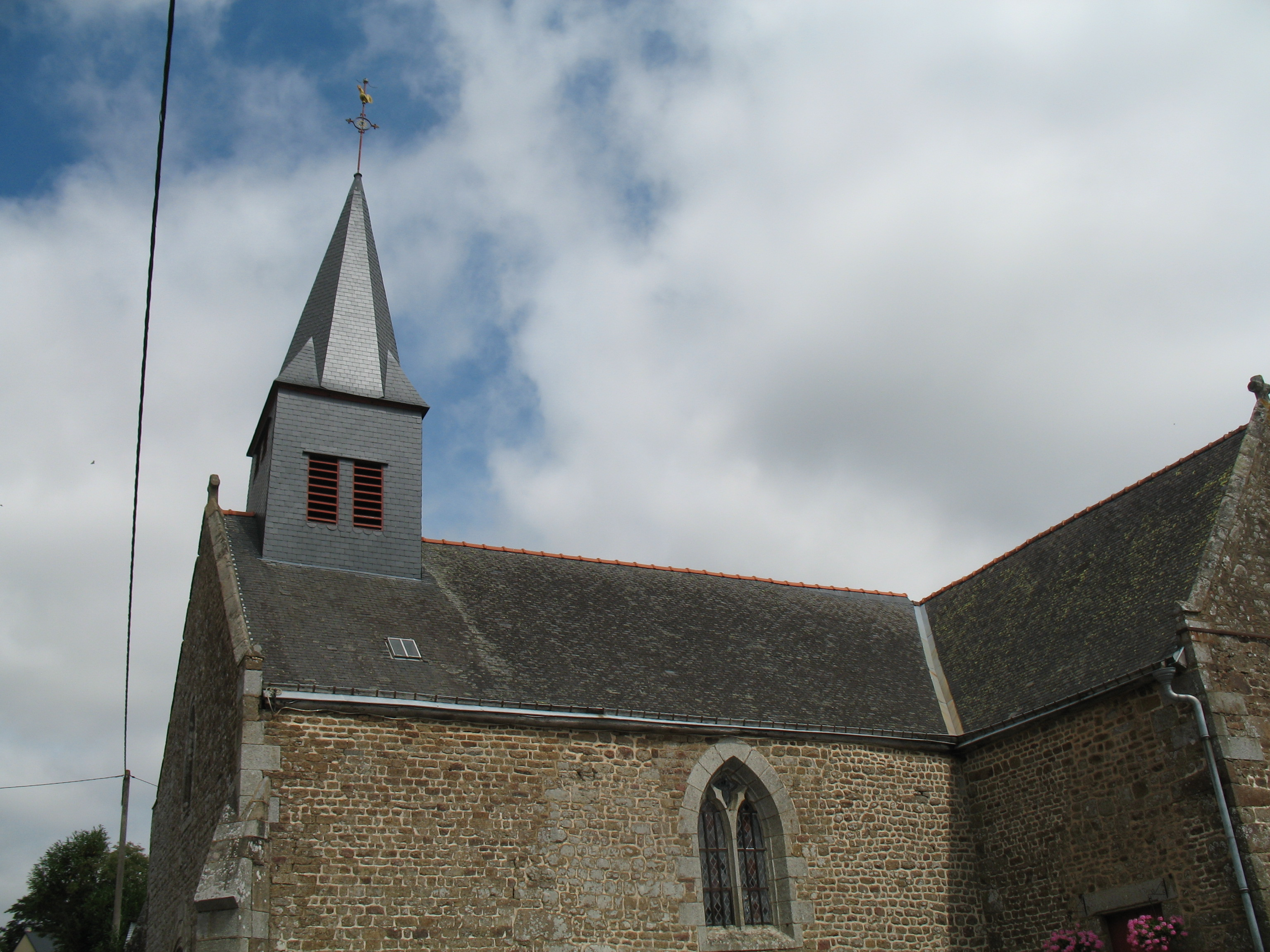
Kerk van La Pellerine

## Geografie
De oppervlakte van La Pellerine bedraagt 8,2 km², de bevolkingsdichtheid is 37,6 inwoners per km².

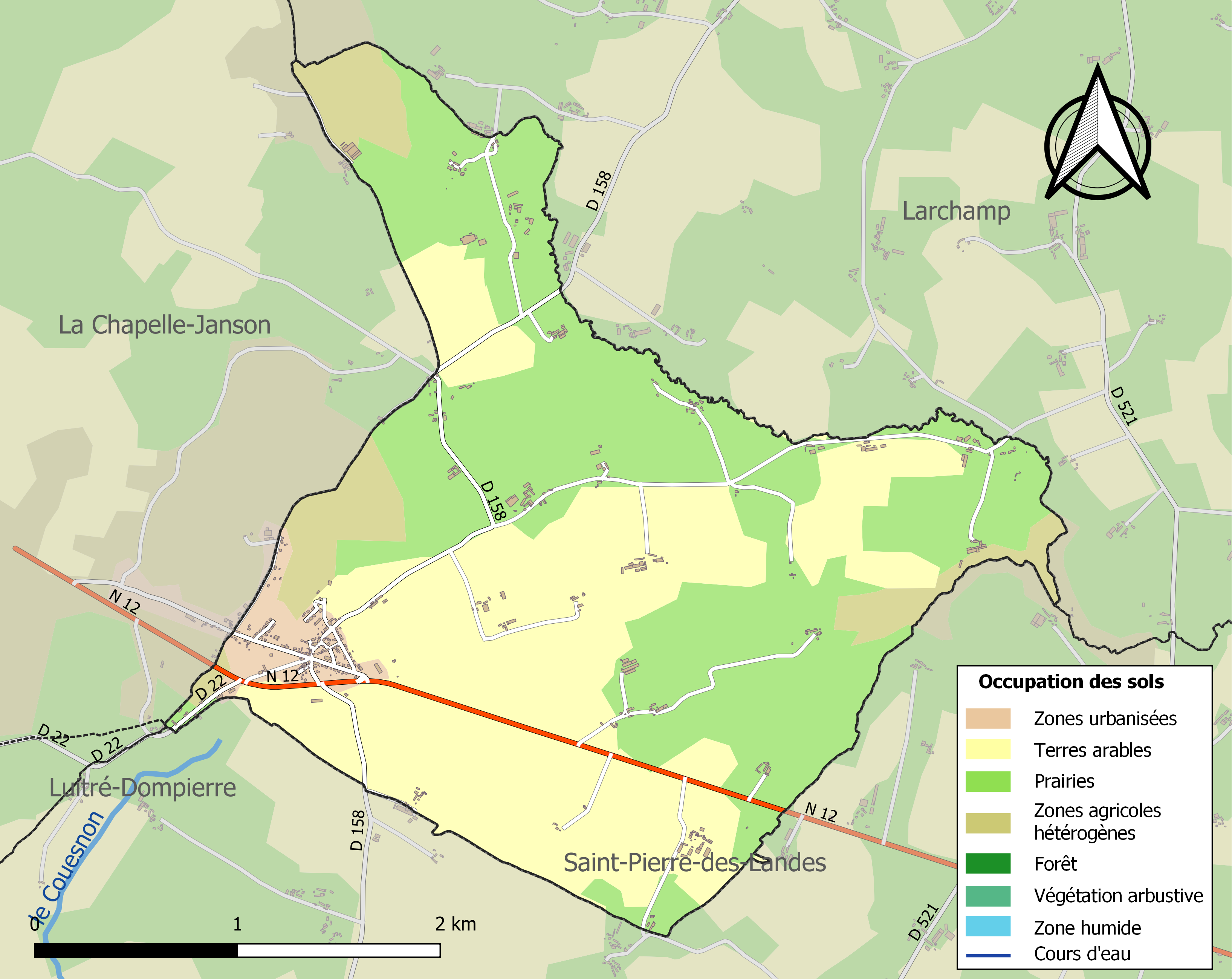
Kaart van de gemeente met de belangrijkste infrastructuur, bodemgebruik en omliggende gemeenten

## Demografie
Onderstaande figuur toont het verloop van het inwonertal (bron: INSEE-tellingen).

1. ↑  Populations de référence 2022.